# Шоймешть
Шоймешть, Шоймешті (рум. Șoimești) — село у повіті Прахова в Румунії. Входить до складу комуни Чептура.
Село розташоване на відстані 68 км на північ від Бухареста, 24 км на північний схід від Плоєшті, 141 км на захід від Галаца, 87 км на південний схід від Брашова.

## Населення
За даними перепису населення 2002 року у селі проживали 918 осіб, усі — румуни. Усі жителі села рідною мовою назвали румунську.